# NK Šparta Zagreb
Nogometni klub Šparta Zagreb hrvatski je nogometni klub iz zagrebačkog naselja Trešnjevka. U sezoni 2025./26. natječe se u 1. Zagrebačkoj nogometnoj ligi. Jedan je od najstarijih aktivnih klubova u Hrvatskoj.

## Imena kroz povijest
Izvor:
- Šparta (1913. – 1932.)
- GEC Šparta (1932. – 1941.)
- Šparta (1941. – 1945., 1956. – 1966.)
- Šparta-Vrapče (1966. – 1977.) – spajanje s Mladosti iz Vrapča
- Šparta Elektra (1977. – 2019.)
- Šparta (2019. – danas)

## Povijest
Špartu su osnovali Drago Čuček, Zvonko Ferić, Milan Juranić, Josip Lončar, Lacko Robek, Hinko Sedmak, Drago Šorš, Ladislav Štritof i Vlatko Wasserlauf. Osnovana je 1911., a registrirana 1913. Šparta se nije natjecala u prvenstvima igranim prije početka Prvog svjetskog rata (1912./13. i 1913./14.), zbog kojeg je bila ugašena. 
Godine 1917. osnovana je momčad Trgovačkog društva Merkur zvana Šparta. Iste godine prestala je postojati.  Nije povezana s predratnom Špartom premda s njom dijeli ime.
Dok je Prvi svjetski rat još trajao, Šparta je obnovljena te je zaigrala u prvom ratnom prvenstvu Zagreba 1918. Šparta je završila na 5. mjestu s 3 boda, ispred Slavije koja je završila na posljednjem, 6. mjestu, s 0 bodova. Ispred Šparte bili su HAŠK, Građanski, Croatia i Zagreb. Šparta nije nastupala u drugom ratnom prvenstvu Zagreba 1918., ni u prvenstvu Zagreba 1918./19.
Šparta je 1919. ostvarila 6. mjesto. Bila je 4. 1920. Tada je prvak bio Građanski koji je pobijedio sve suparnike, osim Šparte s kojom je remizirao. Šparta je 1920./21. bila 4., 1921./22. 5., 1923. 4., 1923./24. 4. i 1924./25. 4. Šparta je ispala iz najvišeg ranga 1925./26. kada je bila posljednja momčad. Klupska adresa 1925. bila je Ulica Račkog 21/IV., sjeverozapadno od Trga žrtava fašizma.
Šparta je završila na 4. mjestu 1. B razreda 1926./27. Kao prvak 1927./28. plasirala se u najviši razred. Šparta je 1928./29. ostvarila 7. (predzadnje) mjesto. Bila je 4. 1929./30.
Ponovno je bila 4. 1930./31., no prvenstvo su napustili HAŠK, Građanski i Concordia koji su zaigrali u prednatjecanju za prvenstvo Jugoslavije. Sezona 1931./32. bila je podijeljena u dva dijela. Ostvarivši 4. mjesto u prvom dijelu, Šparta je drugi dio sezone igrala u 1. B razredu, kojeg je osvojila.
U vrijeme osvajanja naslova članovi Šparte su se bavili i sportovima kao što su: kuglanje, plivanje, stolni tenis, tenis i teška atletika. Klub 1932. dobiva ime GEC-Šparta zahvaljujući suradnji s Gradskom električnom centralom. Klub dobiva igralište pokraj Gradskog vodovoda na Trešnjevci, koje je u sezoni 1935./36. postalo peto zagrebačko igralište na kojem su se smjele igrati utakmice. Dotadašnja igrališta bila su: Koturaška cesta (Građanski), Maksimir (HAŠK), Tratinska cesta (Concordia) i Miramarska cesta (Viktorija i Željezničar). Na Špartinom se igralištu utakmice igraju od sezone 1936./37.
Klupske boje 1932. bile su zelena i crna, a adresa Gundulićeva ulica 18, sjeveroistočno od HNK.
Sezona 1932./33. također je bila podijeljena na dva dijela. Šparta je oba puta bila zadnja – 6. i 3. Sezona 1933./34. nije bila dijeljena, no najbolji zagrebački klubovi (Građanski, HAŠK i Concordia) nisu se natjecali. Šparta je 1933./34. bila 4., a 1934./35. 1., s time da su se spomenuti zagrebački klubovi ponovno nisu natjecali. Ti klubovi igraju u prvenstvu Zagrebačkog nogometnog podsaveza 1935./36., te je tada šestoplasirana Šparta bila zadnja na tablici. Građanski, HAŠK i Concordia ponovno nisu igrali 1936./37. Šparta je bila doprvak, a naslov je osvojila varaždinska Slavija. Šparta je 1937./38. završila na 5., 1938./39. na 7., 1939./40. na 5., a u prekinutoj sezoni 1940./41. na 2. mjestu. Sezona je prekinuta zbog ulaska Jugoslavije u Drugi svjetski rat i nastanka NDH. Šparta nikada nije zaigrala na državnom prvenstvu Kraljevine Jugoslavije ni NDH.
U 1. razredu Zagrebačkog nogometnog dosaveza 1941./42. Šparta je bila 5. Isti plasman ostvarila je 1942./43., no tada se natjecala u II. razredu, kao i 1943./44. kada je bila 4.
Završetkom Drugog svjetska rata, Zagreb je postao dijelom Jugoslavije, a Šparta je ukinuta 6. lipnja 1945. odlukom Ministra narodnog zdravlja FD Hrvatske. Špartino igralište dobio je 1947. Metalac. Šparta je obnovljena 1948.
Šparta je 1956./57. osvojila III. razred prvenstva Zagreba (7., odnosno najniži rang), a 1957./58. II. razred prvenstva Zagreba (5., odnosno predzadnji rang). Šparta je zatim osvojila I. razred 1959./60. (5. rang) i Podsaveznu ligu 1960./61. (4. rang). Šparta je bila 8. u Zagrebačkoj zoni 1961./62., čime je ispala u Zagrebačku ligu 1962./63., koju je osvojila. U Zagrebačkoj zoni bila je 1963./64. 4., 1964./65. 6., a 1965./66. 13. Od tad igra u nižim rangovima.
Ne imajući igralište, Šparta se 1966. spojila s Mladosti iz Vrapča u Šparta – Vrapče. U tom razdoblju nije osvojen niti jedan naslov, a 1977. mijenja ime u Šparta – Elektra. Šparta je 1986. izgubila svoje igralište u Vrapču. Od 1998. igrala je na igralištu Podsuseda. Prilikom 85. godine postojanja Šparta je 6. lipnja 1998. organizirala turnir kojeg je osvojila.

## Vanjske poveznice
- Arhivirana web-stranica
- Nogometni leksikon
- Profil, HNS Semafor